# Cừu Lacha
Cừu Lacha hay cừu Latxa (phát âm tiếng Basque: [latʃa]; tiếng Tây Ban Nha: Lacho/Lacha) là một giống cừu bản địa của cừu nhà có nguồn gốc từ xứ Basque của Tây Ban Nha. Chủ yếu chúng được nuôi trong các tỉnh Biscay, Gipuzkoa và Navarre. Cừu Latxa là giống cừu lấy sữa cừu mà sữa chưa tiệt trùng được sử dụng để sản xuất pho mát Idiazábal và Roncal. Có hai tiểu loại (dòng cừu) của giống cừu này, một là giống tối mặt và một là giống có lông vàng. Đây là giống cừu được biết đến với chất lượng thịt cừu, chúng là giống cừu có ngoại hình đẹp, đặc biệt là dòng cừu lông vàng cho sản lượng lông cừu cao sản.

## Đặc điểm

### Cấu tạo
Giống cừu này là một con cừu có tầm vóc nhỏ hoặc trung bình và nhỏ với kiểu hình cơ thể dài, len thô. Cừu cái của giống này là khuyết sừng hoặc có sừng ngắn, trong khi cừu đực luôn có sừng dài, sừng xoắn ốc. Tên latxa tự đề cập đến chất lượng thô của len, mà phần lớn là một sản phẩm phụ nông nghiệp ngày hôm nay. Latxa có một chu kỳ tiết sữa theo mùa mà không sản xuất ra rất lớn một khối lượng sữa như giống bò sữa khác. Gần đây một số nông dân xứ Basque đã bắt đầu sử dụng cừu lai thuộc giống cừu Assaf, mà một số duy trì không đáp ứng được việc sản xuất xứ đối với các pho mát.
Trán chúng phẳng, xương mũi lồi ra, chúng có hố nước mắt, mõm của chúng mỏng, môi hoạt động, răng cửa sắc, nhờ đó chúng có thể gặm được cỏ mọc thấp và bứt được những lá thân cây mềm mại, hợp khẩu vị trên cao để ăn. Chúng có thói quen đi kiếm ăn theo bầy đàn, tạo thành nhóm lớn trên đồng cỏ. Trong da chúng có nhiều tuyến mồ hôi và tuyến mỡ hơn dê. Bởi thế chúng bài tiết mồ hôi nhiều hơn và các cơ quan hô hấp tham gia tích cực hơn vào quá trình điều tiết nhiệt. Mô mỡ dưới da của chúng phát triển tốt hơn dê và ngược lại ở các cơ bên trong của chúng có ít tích lũy mỡ hơn dê. 

### Thịt cừu

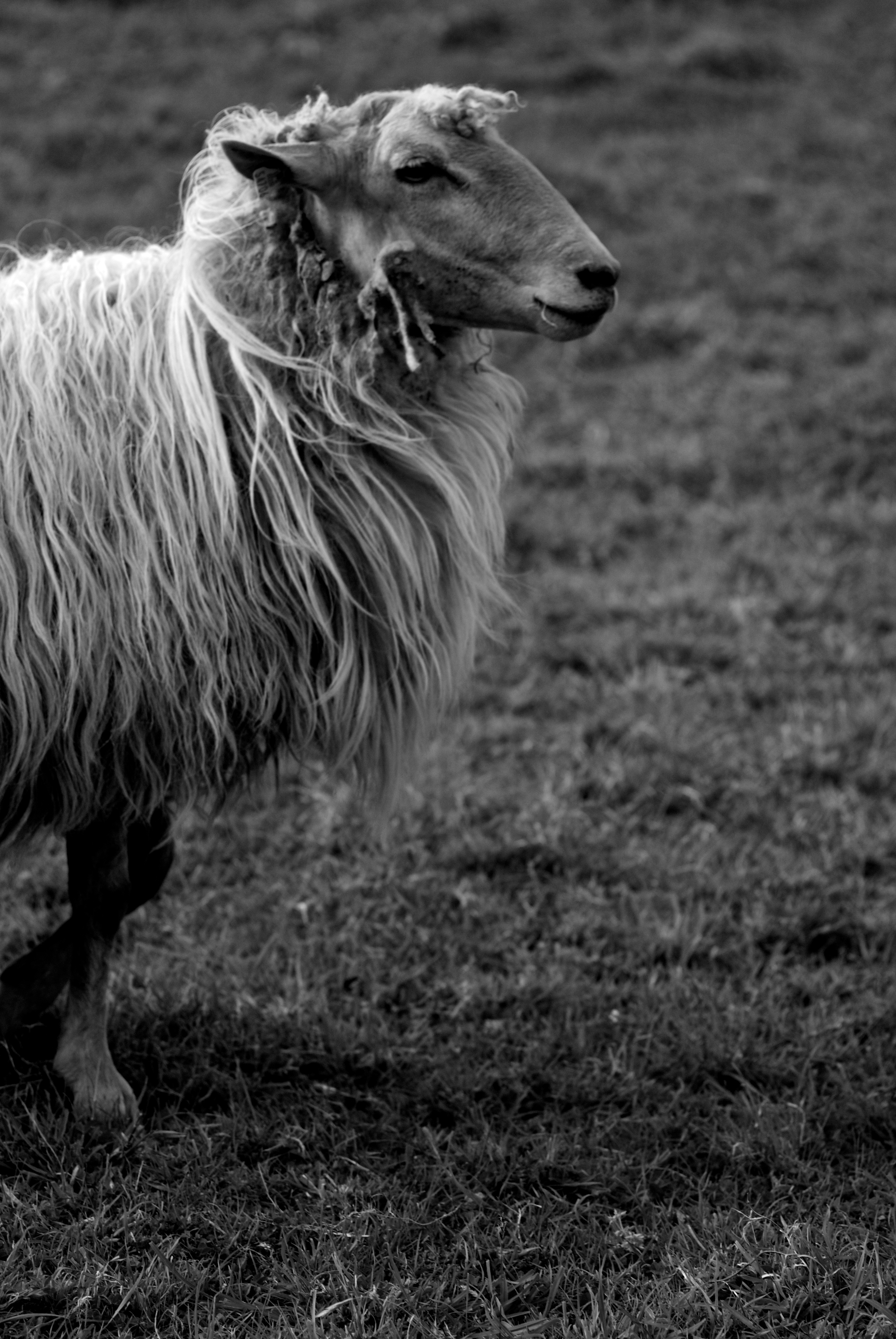
Một con cừu Lacha

Một yếu tố quan trọng của chất lượng thịt là độ pH. Trong khi pH của cơ Longissimus dorsi ở giống cừu của Anh và cừu Tây Ban Nha là tương tự nhau thì pH cơ Longissimus dorsi của cừu Rasa Aragonesa lại cao hơn ở cừu Lacha khi giết mổ ở cùng khối lượng 24 kg, không thấy có sự khác biệt về pH của thịt cừu đực, không có sự sai khác về pH thịt cừu cái và cừu đực giống cừu Lacha. Mặc dù nồng độ glycogen thường tăng cùng với tuổi cừu, thịt từ những cừu già hơn không phải luôn luôn có pH thấp hơn kết quả tương tự trên cừu Lacha.
Mầu của thịt có sắc tố khác nhau tùy theo giống cừu là giống cho thịt, cho sữa, lông hay kiêm dụng, không thấy có sự sai khác có ý nghĩa về hàm lượng sắc tố ở thịt cừu Lacha và cừu Rasa Aragonesa khối lượng 12 đến 36 kg trước khi giết thịt. Tính biệt không thấy có sự sai khác có ý nghĩa về các chỉ tiêu màu sắc thịt giữa thịt cừu đực và cừu cái, thịt cừu đực thiến và thịt cừu cái. Tương tự như vậy cũng không phát hiện ra sự sai khác về các chỉ tiêu màu sắc thịt giữa thịt cừu đực và cái cừu Lachva cho ăn cùng chế độ và giết mổ cùng tuổi. Khối lượng cơ thể cho thấy số lượng sắc tố nhiều hơn và giá trị (L*) cao hơn ở thịt cừu giống cừu Lacha khối lượng lúc giết mổ 12 và 24 kg so với thịt cừu giống này có khối lượng 36 kg.
Sự khác biệt về giống trong cấu trúc thịt cừu thường liên quan đến đặc tính của các cơ. Các giống cừu với nhiều sợi cơ trắng hoặc cơ mẫn cảm với quá trình phân giải protein trong quá trình thịt tự chín – sự hóa già thường có thịt mềm hơn. Thịt cừu Tây Ban Nha "ternasco" thường mềm hơn thịt cừu các giống Anh giết mổ cùng tuổi, không xác định được sự khác biệt về độ mềm của thịt xẻ cùng khối lượng của giống cừu Lacha, không có sự khác biệt về độ mềm của thịt đánh giá bằng máy được phát hiện ở thịt xẻ của thịt cừu giống cừu Lacha có khối lượng 12, 24 và 36 kg khi giết mổ. Có sự khác biệt về cấu trúc khi đánh giá bằng phương pháp thử nếm giữa cừu Lacha và cừu cừu Rasa Aragonesa giết mổ ở 12 và 24 kg. Thịt từ cừu có khối lượng 24 kg rắn hơn, nhiều thịt hơn, khó nhai và nuốt hơn so thịt từ cừu có khối lượng nhẹ cân hơn vẫn đang bú sữa mẹ.
Một số lượng nước lớn hơn được giải phóng từ thịt cừu Rasa Aragonesa so với lượng nước được giải phóng từ thịt cừu Lacha, đặc biệt nếu giết mổ cừu ở khối lượng 24 kg, không có khác biệt về khả năng giữ nước của thịt của hai giới tính đực và cái. Thịt từ cừu Rasa Aragonesa và cừu Lacha giết mổ khi đạt 24 kg lại giải phóng nhiều nước hơn thịt các giống này giết mổ ở 12 và 36 kg, không tìm thấy sự khác biệt về mùi và hương vị của thịt từ cừu giống cừu Lacha và cừu Rasa Aragonesa giết mổ ở cùng mức khối lượng. Cừu cái giống cừu Lacha và cừu Rasa Aragonesa có nhiều mỡ kẽ và mỡ dưới da cứng hơn ở cừu đực, không có sự khác biệt đáng tin cậy giữa hai tính biệt của hai giống về tổng axit béo bão hòa, tổng axit béo chưa bão hòa, giá trị Iôt của thịt ở ba điểm dự trữ mỡ.
Thịt cừu cái giống cừu Lacha có hàm lượng axit pentadecanoic (C15:0), axit palmitic (C16:0) và axit palmitoleic (C16:1) cao hơn một cách đáng kể so với hàm lượng các axit này ở thịt cừu đực; Tăng khối lượng thường đi kèm với tăng hương vị và mùi của thịt cừu, việc tăng này làm tăng mức độ không mong muốn về chất lượng thịt cừu cho thấy khối lượng ảnh hưởng đến một số vị thơm và hương vị của thịt giống cừu Lacha và cừu Rasa Aragonesa. Cừu hai giống trên giết mổ lúc nặng cân hơn có mùi và hương vị của lông. Thịt cừu vẫn đang bú sữa mẹ, giết mổ lúc 12 kg được cho điểm về mùi và hương vị cao hơn thịt từ cừu vỗ béo bằng thức ăn tinh giết mổ lúc 24 kg, không có khác biệt về màu sắc thịt của cừu đực và cái Rasa Aragonesa và Lacha, nuôi dưỡng giống nhau và được giết mổ ở cùng lứa tuổi. 

## Chăn nuôi
Chúng có tính bầy đàn cao nên dễ quản lý, chúng thường đi kiếm ăn theo đàn nên việc chăm sóc và quản lý rất thuận lợi. Chúng cũng là loài dễ nuôi, mau lớn, ít tốn công chăm sóc. So với chăn nuôi bò thì chúng là vật nuôi dễ tính hơn, thức ăn của chúng rất đa dạng, thức ăn của chúng là những loại không cạnh tranh với lương thực của người. Chúng là động vật có vú ăn rất nhiều cỏ. Hầu hết chúng gặm cỏ và ăn các loại cỏ khô khác, tránh các phần thực vật có gỗ nhiều. Chúng có chế độ hoạt động ban ngày, ăn từ sáng đến tối, thỉnh thoảng dừng lại để nghỉ ngơi và nhai lại. Đồng cỏ lý tưởng cho chúng như cỏ, họ Đậu. Khác với thức ăn gia súc, thức ăn chính của chúng trong mùa đông là cỏ khô.
Theo truyền thống, cừu Laxta cừu đã được quản lý bằng cách di chuyển đàn để đồng cỏ trên núi vào mùa hè khi cừu đã hoàn thành việc cho con bú, với pho mát làm diễn ra trên các trang trại. Một số đàn gia cầm đang di chuyển trong khi vẫn cho con bú, với các động vật được vắt sữa bằng tay trên đồng cỏ cao. Từ năm 1982, một chương trình chăn nuôi đã được giới thiệu và phương pháp sản xuất mới được thử nghiệm. Thụ tinh nhân tạo đang được sử dụng để cung cấp trừu cái đẻ sớm hơn và kéo dài mùa sinh sản và máy vắt sữa được lấy nơi vắt sữa bằng tay. Các đồng cỏ núi vẫn được sử dụng như một nguồn tài nguyên "tự do", và chiên không cạnh tranh với gia súc và ngựa mà gặm cỏ các khu vực cấp hơn, bởi vì cừu thích cây thân thảo trên nhiều dốc và đất dốc.
Chúng là loài ăn tạp, có thể ăn được nhiều loại thức ăn bao gồm thức ăn thô xanh các loại như: rơm cỏ tươi, khô, rau, củ quả bầu bí các loại, phế phụ phẩm công nông nghiệp và các loại thức ăn tinh bổ sung như cám gạo ngũ cốc. Mỗi ngày chúng có thể ăn được một lượng thức ăn 15-20% thể trọng. Chúng cần một lượng thức ăn tính theo vật chất khô bằng 3,5% thể trọng. Với nhu cầu 65% vật chất khô từ thức ăn thô xanh (0,91 kg) và 35% vật chất khô từ thức ăn tinh (0,49 kg). Khi cho chúng ăn loại thức ăn thô xanh chứa 20% vật chất khô và thức ăn tinh chứa 90% vật chất khô. Nguồn nước uống là nhu cầu cơ bản của chúng. Lượng nước cần cho chúng biến động theo mùa và loại và chất lượng thực phẩm mà chúng tiêu thụ. Khi chúng ăn nhiều trong các tháng đầu tiên và có mưa (kể cả sương, khi chúng ăn vào sáng sớm), chúng cần ít nước hơn. Khi chúng ăn nhiều cỏ khô thì chúng cần nhiều nước. Chúng cũng cần uống nước sạch, và có thể không uống nếu nước có tảo hoặc chất cặn. Trong một số khẩu phần ăn của chúng cũng bao gồm các khoáng chất, hoặc trộn với lượng ít.

## Chăm sóc

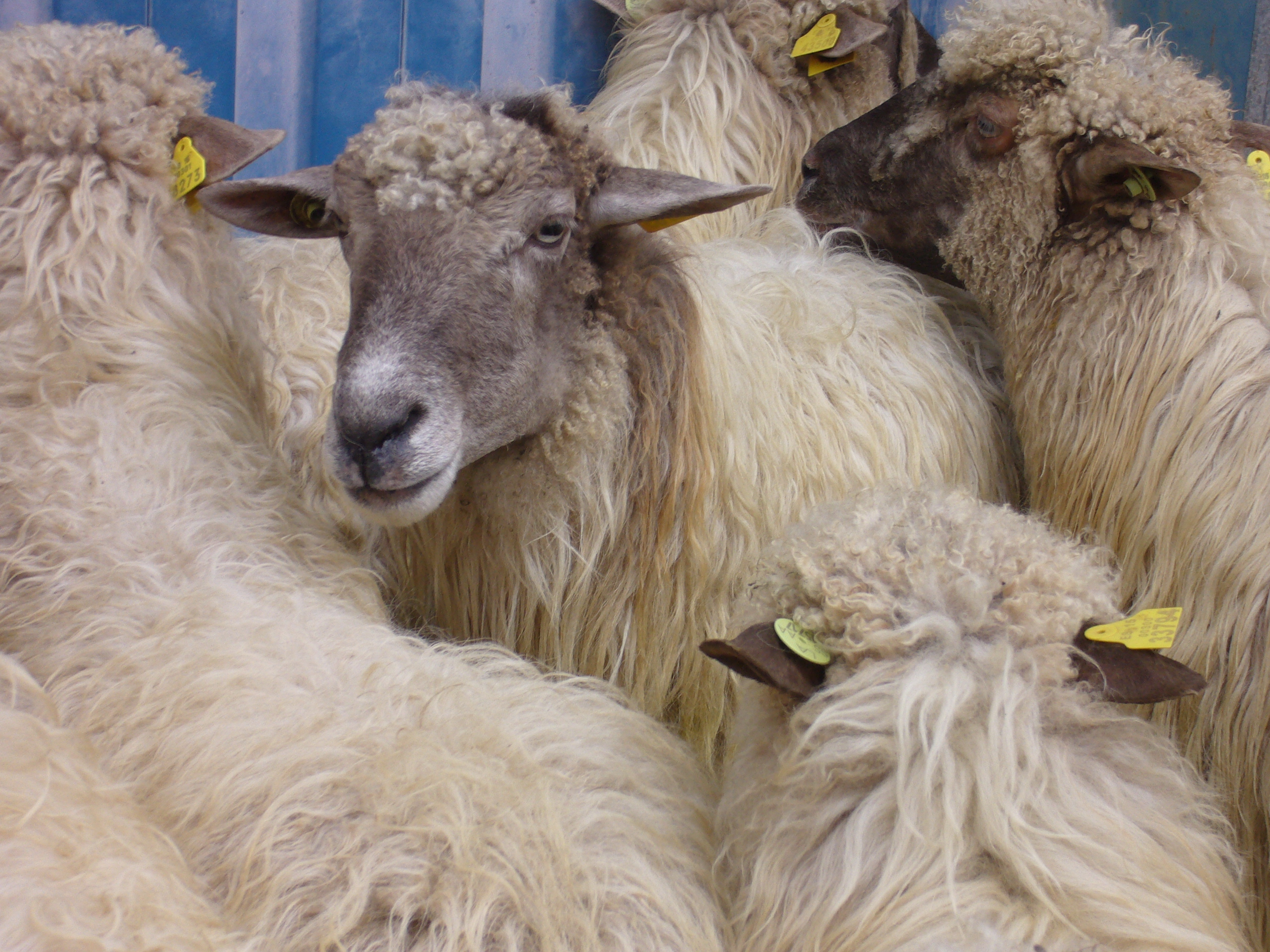
Cừu Lacha

Sau khi cho phối giống 16-17 ngày mà không có biểu hiện động dục lại là có thể cừu đã có chửa, Căn cứ vào ngày phối giống để chuẩn bị đỡ đẻ cho cừu (thời gian mang thai của cừu 146-150 ngày) nhằm hạn chế cừu sơ sinh bị chết; Có thể bồi dưỡng thêm thức ăn tinh và rau cỏ non cho cừu có chửa nhưng tuyệt đối tránh thức ăn hôi mốc; Khi có dấu hiệu sắp đẻ (bầu vú căng, xuống sữa, sụt mông, âm hộ sưng to, dịch nhờn chảy ra, cào bới sàn…) nên nhốt ở chuồng riêng có lót ổ rơm và chăn dắt gần, tránh đồi dốc. Thông thường cừu mẹ nằm đẻ nhưng cũng có trường hợp đứng đẻ, tốt nhất nên chuẩn bị đỡ đẻ cho cừu; Sau khi đẻ cừu mẹ tự liếm cho con. Tuy nhiên, vẫn phải lấy khăn sạch lau khô cho cừu con, nhất là ở miệng và mũi cho cừu con dễ thở.
Lấy chỉ sạch buộc cuống rốn (cách rốn 4–5 cm), cắt cuống rốn cho cừu con và dùng cồn Iod để sát trùng; Giúp cừu con sơ sinh đứng dậy bú sữa đầu càng sớm càng tốt (vì trong sữa đầu có nhiều kháng thể tự nhiên); Đẻ xong cho cừu mẹ uống nước thoải mái (có pha đường 1% hoặc muối 0.5%). Cừu con trong 10 ngày đầu sau khi đẻ cừu con bú sữa mẹ tự do; Từ 11-21 ngày tuổi cừu con bú mẹ 3 lần/ngày, nên tập cho cừu con ăn thêm thức ăn tinh và cỏ non, ngon; 80-90 ngày tuổi có thể cai sữa. Giai đoạn này phải có cỏ tươi non, ngon cho cừu con để kích thích bộ máy tiêu hóa phát triển (đặc biệt là dạ cỏ) và bù đắp lượng dinh dưỡng thiếu hụt do sữa mẹ cung cấp không đủ; Cừu sinh trưởng và phát triển nhanh, mạnh ở giai đoạn này.